# Оржевка
Оржевка — река в России, протекает по Умётскому району Тамбовской области. Река вытекает из пруда у урочища Красновка. Устье реки находится в 332 км от устья реки Вороны по левому берегу, у села Елисеевка. Длина реки составляет 15 км, площадь водосборного бассейна — 108 км².
Слева в Оржевку впадает приток Течера, на берегу которого стоят сёла Оржевка и Масловка.

## Данные водного реестра
По данным государственного водного реестра России относится к Донскому бассейновому округу, водохозяйственный участок реки — Ворона, речной подбассейн реки — Хопер. Речной бассейн реки — Дон (российская часть бассейна).
Код объекта в государственном водном реестре — 05010200212107000006564.

## Топографические карты
- Лист карты N-38-111 Белинский. Масштаб: 1 : 100 000. Издание 1983 г.
- Лист карты N-38-110 Гавриловка  2-. Масштаб: 1 : 100 000. Издание 1983 г.